# Жозі Сантуш
Жозі Сантуш (18 вересня 1988, Арарас, Бразилія) — бразильська оперна співачка (мецо-сопрано). 

## Біографія
Жозі Сантуш народилася 18 вересня 1988 року у Арарасі. Закінчила університет у місті Крузейро-ду-Сул. Сантуш виступає на найпрестижніших оперних сценах та є лауреатом багатьох міжнародних вокальних конкурсів. 

## Нагороди
- Опералія, CULTURARTE PRIZE (2018)[2]